# Mobin Nasri

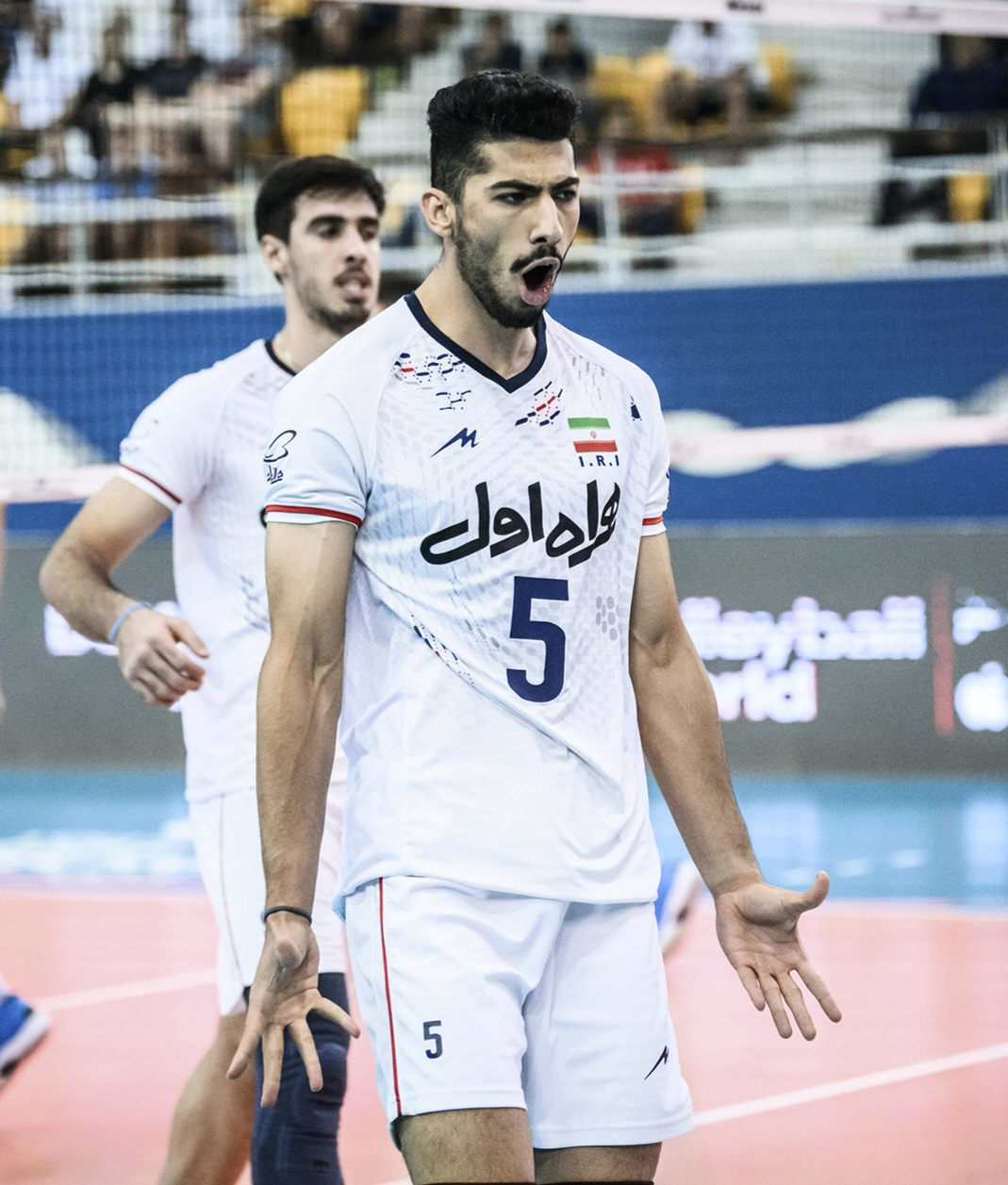
Mobin Nasri reprezentantem Iranu w 2023 roku

Mobin Mastanabad Nasri (pers. مبین نصری ; ur. 7 stycznia 2003 roku w Urmii) – irański siatkarz, reprezentant Iranu, grający na pozycji przyjmującego.

## Kariera klubowa
| Lata      | Klub                       |
| 2018–2022 | Szahdab Jazd               |
| 2022–2023 | Szahrdari Urmia            |
| 2023–2024 | Pajkan Teheran             |
| 2024–2025 | Aluron CMC Warta Zawiercie |

## Sukcesy klubowe
Liga irańska:
- 2022[5]
- 2024

Superpuchar Polski:
- 2024[6]

Liga polska:
- 2025[7]

Liga Mistrzów:
- 2025[8]

## Sukcesy reprezentacyjne
Mistrzostwa Świata Kadetów:
- 2021[9]

Mistrzostwa Świata Juniorów:
- 2023[10]

Mistrzostwa Azji:
- 2023[11]

## Nagrody indywidualne
- 2023: Najlepszy przyjmujący Mistrzostw Świata Juniorów[12]